# Kolumna Aleksandrowska
Kolumna Aleksandrowska (ros. Александровская колонна) – monument stanowiący centralny punkt Placu Pałacowego w Petersburgu. Została wzniesiona w latach 1829–1834 z inicjatywy imperatora Mikołaja I dla uczczenia zwycięstwa jego brata, cesarza Aleksandra I i wojsk rosyjskich nad Wielką Armią Napoleona Bonaparte w roku 1812. Autorem projektu i osobą odpowiedzialną za budowę monumentu był francuski architekt Auguste de Montferrand. Uroczyste odsłonięcie obelisku odbyło się 11 września 1834 roku.

## Informacje ogólne
Kolumna jest największą tego typu budowlą na świecie. Mierzy 47,5 m wysokości, a jej masa całkowita wynosi ponad 600 ton. Na szczycie znajduje się posąg anioła trzymający w jednym ręku 6-metrowy krzyż, którym przygniata węża, podczas gdy drugą rękę unosi w geście zwycięstwa, symbolizując tym samym zwycięstwo dobra nad złem. Autorem tej rzeźby jest Boris Orłowskij. Godnym podkreślenia jest fakt, iż kolumna wykonana z czerwonego granitu, a jej trzon nie jest przytwierdzony do piedestału, utrzymując równowagę dzięki solidnemu osadzeniu i imponującej wadze.

## Historia

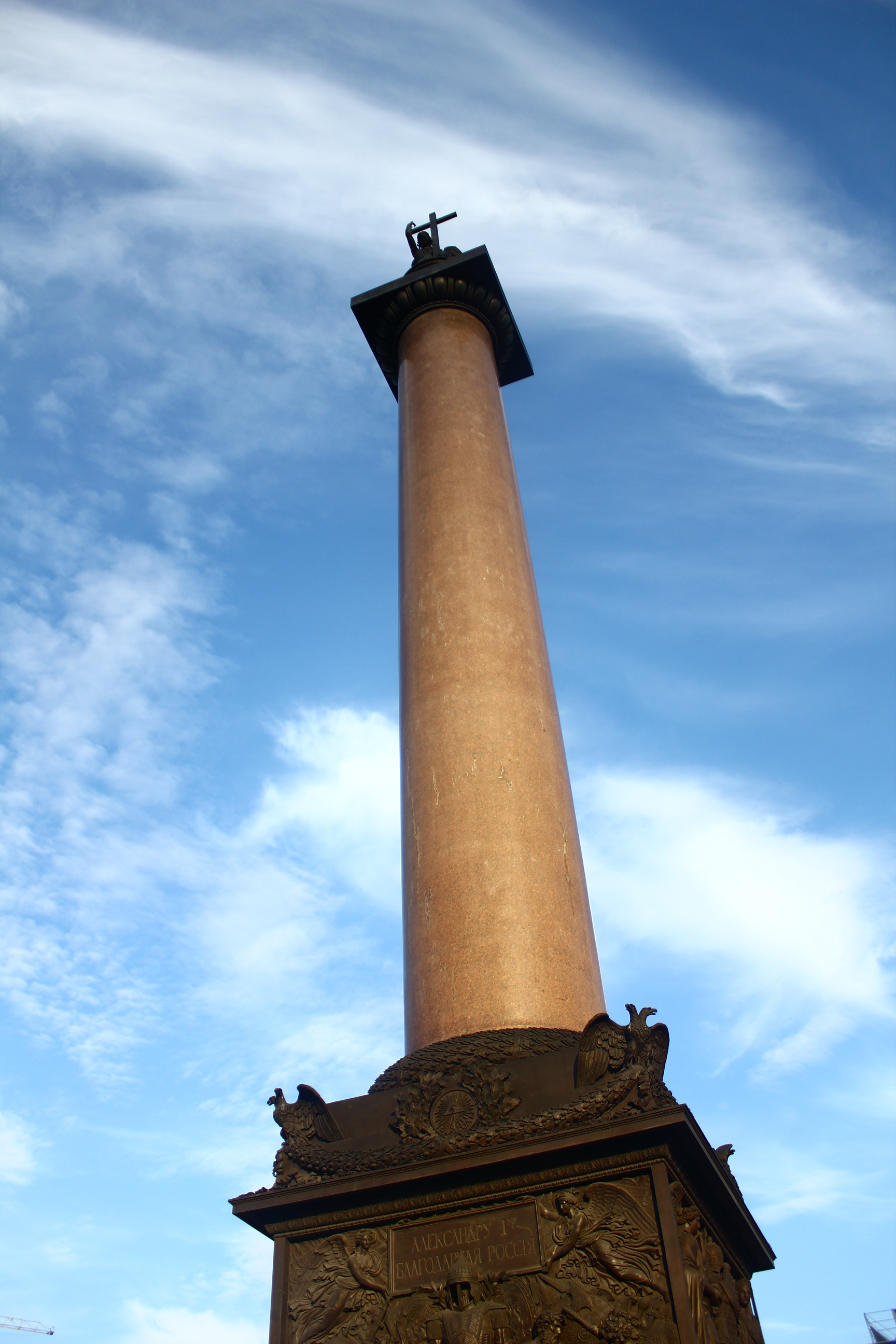
Kolumna Aleksandrowska

### Pierwsze projekty
Pomysł zbudowania monumentu na środku Placu Pałacowego dał Carlo Rossi, który uważał, że potencjalny pomnik w tym miejscu dopełni architektury placu. Za swego życia sam Aleksander nie popierał żadnych inicjatyw uhonorowania jego osoby. W 1829 r. imperator Mikołaj I rozpisał otwarty konkurs na monument, który miałby uczcić pamięć jego „niezapomnianego brata”, cesarza Aleksandra I. Akces do konkursu zgłosił Auguste de Montferrand, który początkowo optował za wzniesieniem wielkiego granitowego obelisku. Szkic tego projektu przetrwał w archiwach i wiadomo, że Montferrand zaproponował budowę wysokiego na ok. 25 metrów obelisku, który miał stanąć na cokole o wysokości ok. 8 metrów. Na obelisku znajdować się miały reliefy przedstawiające wydarzenia Wojny 1812 roku. Na piedestale wyryty miał być napis upamiętniający pogromcę Napoleona: „Błogosławionemu – wdzięczna Rosja” (za odparcie ataku Napoleona na Rosję Aleksander I był zwany Błogosławionym lub Błogosławionym przez Boga). Znajdować się tam miał też herb Imperium Rosyjskiego oraz wyobrażenie bogini zwycięstwa Nike na koniu, który swymi kopytami depcze węża. Pomysł został jednak odrzucony przez cesarza Mikołaja, który wyraźnie zaznaczył, że życzy sobie kolumny, a nie obelisku.

### Projekt ostateczny

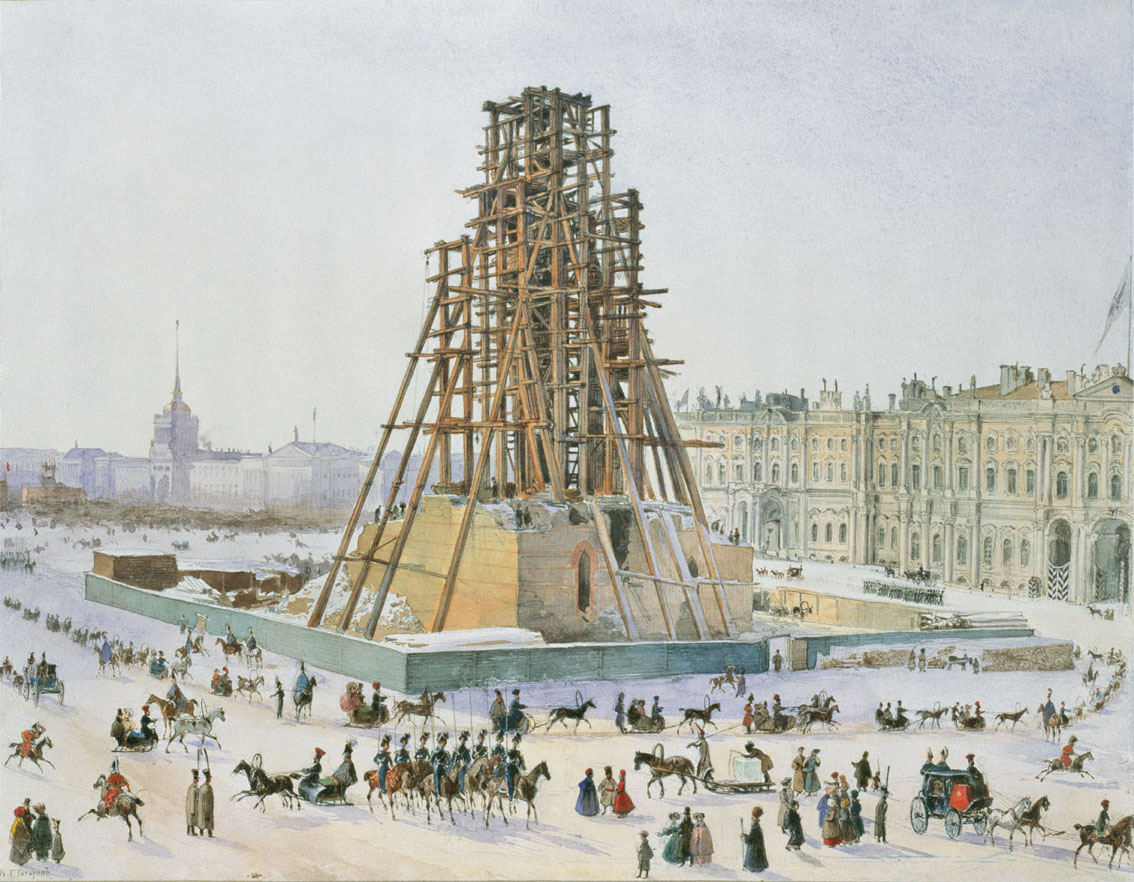
„Kolumna Aleksandrowska w trakcie budowy” (1832-1834), Grigorij Grigorijewicz Gagarin.

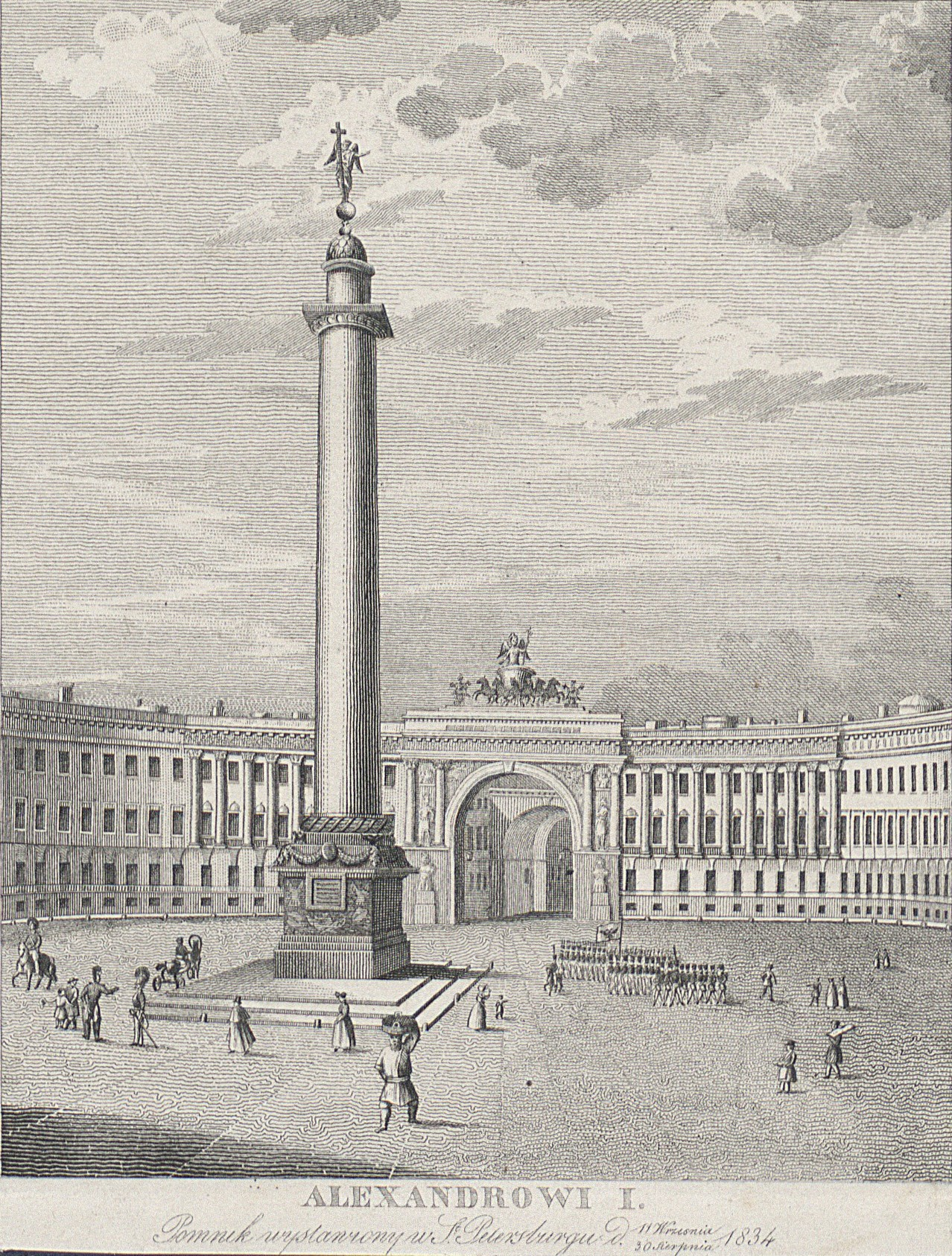
Kolumna Aleksandrowska na litografii Seweryna Oleszczyńskiego

Auguste de Montferrand skreślił więc nowy plan monumentu. W swoim projekcie wzorował się na napoleońskiej Kolumnie Vendôme, znajdującej się w Paryżu oraz antycznej Kolumnie Trajana. Pojawiły się jednak pewne istotne różnice. Przede wszystkim sama Kolumna Aleksandrowska (nie licząc postumentu) miała być pozbawiona reliefów, odmiennie do swoich pierwowzorów. Na jej zwieńczeniu nie miała się też znajdować postać cesarza, lecz anioła. Mówi się jednak, że aniołowi temu Montferrand nadał rysy twarzy imperatora Aleksandra. Projekt spodobał się cesarzowi Mikołajowi, który zatwierdził go i polecił rozpocząć prace nad budową pomnika.

### Budowa
Granit został pozyskany w Virolahti w Wielkim Księstwie Finlandii. W tym samym miejscu pozyskiwano materiał na kolumny Soboru św. Izaaka Dalmatyńskiego. Na specjalnie zaprojektowanym okręcie „św. Mikołaj” o ładowności ponad 1000 ton materiał został przewieziony drogą morską, najpierw do Kronsztadu, a później na Nabrzeże Pałacowe w Petersburgu. 1 czerwca 1832 r. był już w stolicy nad Newą. Rozpoczęto prace geologiczne, które zakładały wykopanie dołu głębokiego na około sześć metrów. Musiano poradzić sobie z poziomem wód gruntowych, w tym celu podobnie jak przy budowie Soboru św. Izaaka Dalmatyńskiego dla umocnienia podłoża wbijano w ziemię drewniane pale, a następnie zabudowano je granitowymi blokami grubymi na pół metra. Pośrodku umieszczono pojemnik z brązu, zawierający monety wybite z okazji zwycięstwa nad Napoleonem i ku pamięci cesarza Aleksandra. Ten etap prac zakończono w październiku 1830 roku. Kolejny rok miało zająć tworzenie cokołu oraz obróbka samej kolumny. Budowę nad piedestałem rozpoczęto zimą, a w Petersburgu panowały wtedy srogie mrozy. Auguste de Montferrand polecił wtedy łączyć zaprawę z wódką by uzyskać bardziej odporną na chłód konsystencję. W czerwcu 1832 roku piedestał był gotowy na przyjęcie monumentalnej kolumny. Znów wykorzystano doświadczenia z budowy Soboru św. Izaaka. 30 sierpnia 1832 r. rozpoczęto proces umieszczania kolumny na piedestale. Przy pomocy kołowrotów ponad 2000 żołnierzy i 600 robotników umieściło granitowy monolit na piedestale. Cała operacja potrwała dokładnie jedną godzinę i czterdzieści pięć minut. Na Placu Pałacowym zebrały się tłumy, ponad 10 000 osób. Ludzie wchodzili nawet na dach Sztabu Generalnego by obserwować to niecodzienne wydarzenie. Wszyscy byli pod wrażeniem sukcesu, a sam cesarz Mikołaj I pogratulował architektowi słowami „Montferrand, Wy siebie unieśmiertelniliście!”
Nie był to jednak jeszcze koniec. Rozpoczęły się prace wykończeniowe, takie jak montowanie reliefów, dekorowanie kolumny. W dalszym ciągu rozważano różne pomysły zwieńczenia kolumny. Padały propozycje umieszczenia na niej figury św. Aleksandra Newskiego czy po prostu krzyża. Ostatecznie wybrano wykonaną z brązu figurę anioła, której autorem był Boris Orłowskij. Prace wykończeniowe potrwać miały jednak jeszcze prawie dwa lata.

### Odsłonięcie Kolumny Aleksandrowskiej

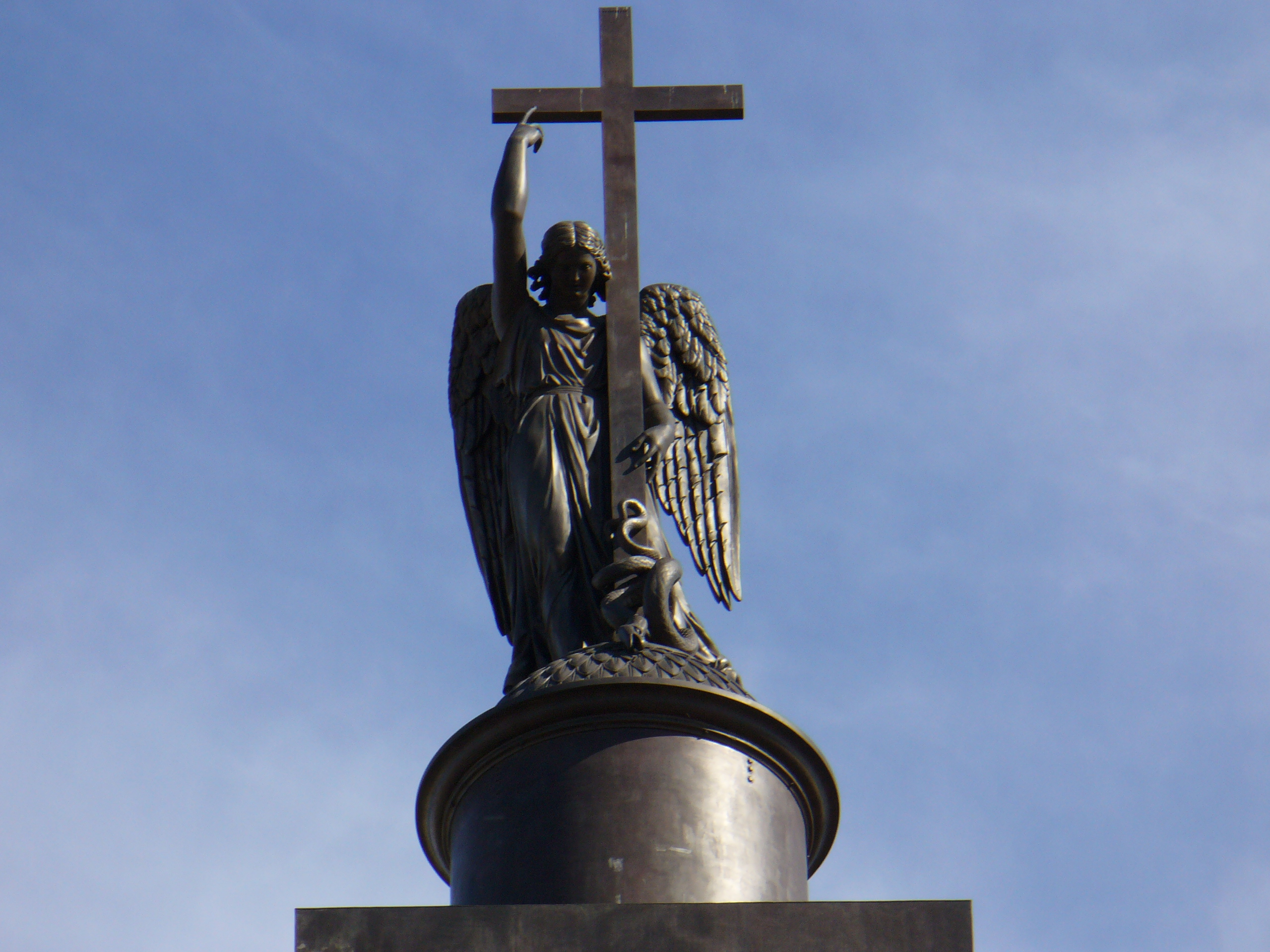
Anioł depczący węża

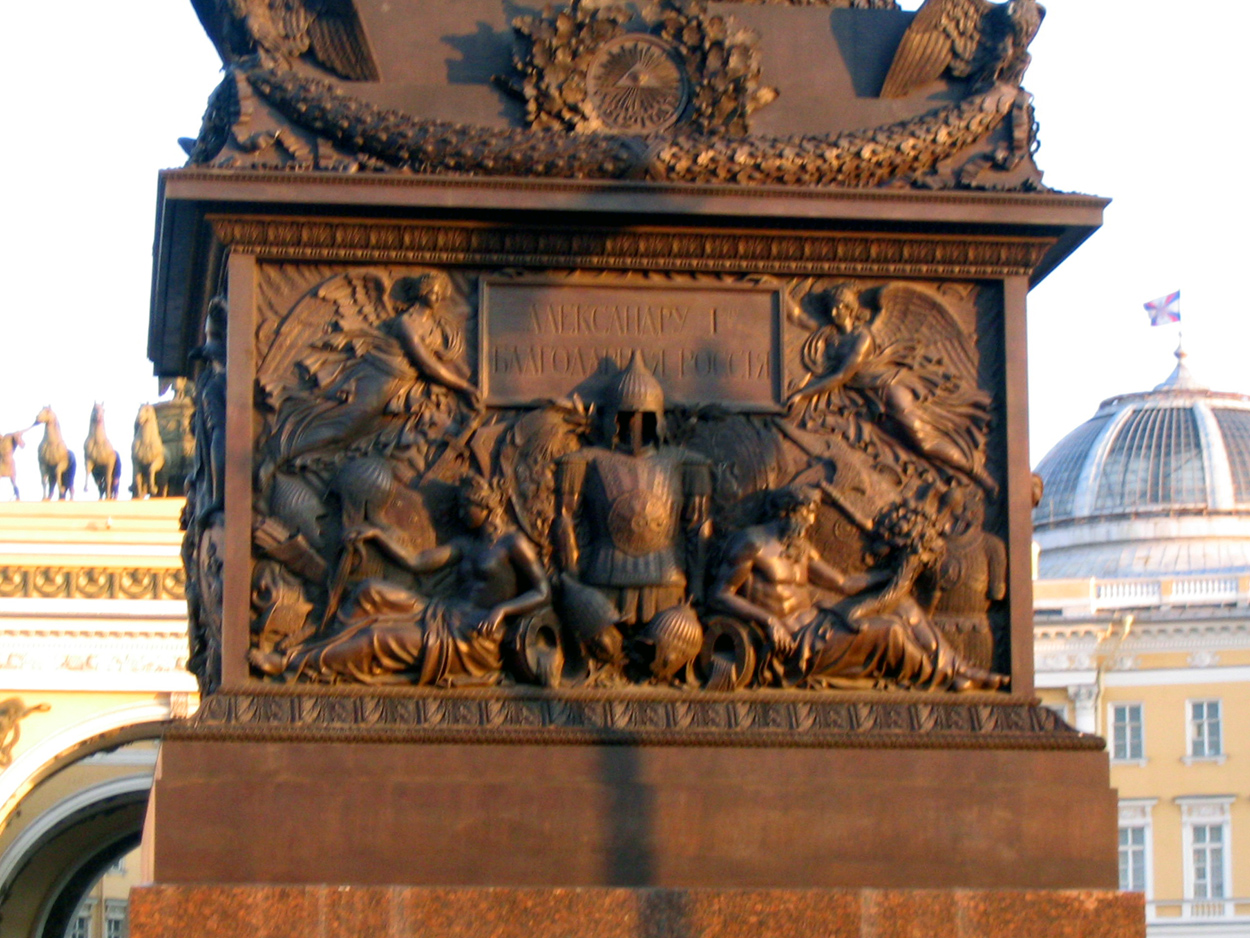
Relief zdobiący Kolumnę Aleksandrowską

Wielkie odsłonięcie monumentu odbyło się 11 września 1834 roku. W uroczystości wzięli udział imperator Mikołaj I, rodzina cesarska, ministrowie rządu, dowództwo armii, korpus dyplomatyczny oraz prawie sto tysięcy żołnierzy i widzów. Przed uroczystym odsłonięciem kolumny odbyło się nabożeństwo prawosławne. Miało to być nawiązanie do wielkiej wielkanocnej liturgii odprawionej z polecenia Aleksandra I po zdobyciu Paryża w 1813 r. na Placu Zgody. Kolumna Aleksandrowska została odsłonięta z wielką pompą. Następnie Mikołaj I przyjmował defiladę wojskową.

## Architektura

### Wymiary
- Wysokość całego monumentu: 47,5 m
- Wysokość samej kolumny: 25,6 m
- Wysokość piedestału: 2,85 m
- Wysokość figury anioła: 4,26 m
- Wysokość krzyża: 6,4 m
- Waga kolumny: 600 ton
- Waga wszystkich elementów: 704 tony

### Dekoracje
Piedestał z czterech stron udekorowany jest reliefami. W sposób alegoryczny służą one oddania czci zwycięstwu wojsk rosyjskich oraz złożeniem hołdu odwadze rosyjskich żołnierzy. Znajdują się tam nawiązania historyczne, m.in. do Olega, Aleksandra Newskiego czy Aleksego Romanowa. Znajdują się tu także alegorie zwycięstwa, pokoju czy mądrości, a także antropomorfizacje dwóch rzek: Wisły i Niemna, za które odrzucono wojska Napoleona. Wyryty tu został także napis: „Aleksandrowi I – wdzięczna Rosja”. Anioł na kolumnie wykonany jest z brązu, dzierży w swych dłoniach krzyż łaciński oraz depcze węża, co ma symbolizować uratowanie Europy od zła przez Rosję poprzez pokonanie Napoleona i przyniesienie jej pokoju oraz harmonii. Kolumnę wraz z postumentem otoczono bogato zdobionym płotem wysokim na 1,5 metra, który został udekorowany 136 złotymi dwugłowymi orłami.

## Dalsze losy
Jeszcze za życia Mikołaja I pojawiły się pierwsze rysy na kolumnie, które zostały zabezpieczone. Za panowania jego syna Aleksandra II stan pomnika zaczął się pogarszać. Cesarz powołał więc specjalną komisję w celu zbadania, naprawy i zabezpieczenia monumentu. Na przełomie XIX i XX wieku dokonywano jeszcze kilku prac remontowych  Po przewrocie październikowym bolszewicy usunęli płot okalający kolumnę. Czyniono też kroki by zakryć „nieprzyjemny” widok, jakim był anioł z krzyżem na szczycie Kolumny Aleksandryjskiej. Krążyły też plotki, że figura ma zostać zastąpiona wizerunkiem Lenina lub Stalina. W czasie wielkiej wojny ojczyźnianej i Blokady Leningradu kolumna została lekko uszkodzona. Na początku XXI wieku prowadzono gruntowne prace restauracyjne. Odbudowano wtedy m.in. usunięty w czasach sowieckich płot oraz zabezpieczono wszystkie elementy Kolumny Aleksandrowskiej.